# Пазуханич Юрій
Юрій Пазуханич (4 жовтня 1899, Дубрівка, Унґський комітат, тепер Ужгородський район — 14 січня 1982, Ужгород) — український громадсько-політичний діяч, педагог, депутат Сойму Карпатської України (12 лютого — 18 березня 1939).

## Життєпис

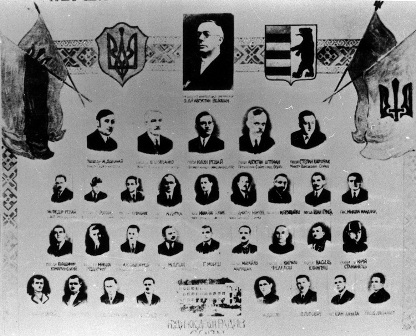
Посли Сойму Карпатської України.
По центру: Президент Карпатської України о. Августин Волошин; Перший ряд зліва направо: Микола Долинай, Юлій Бращайко, Юліян Ревай, Августин Штефан, Степан Клочурак; Другий ряд: Федір Ревай, Степан Росоха, Леонід Романюк, Августин Дутка, Михайло Тулик, Дмитро Німчук, Михайло Бращайко, Іван Грига, Микола Мандзюк; Третій ряд: Володимир Комаринський, Микола Різдорфер, Антон Ернест Олдофреді, Мілош Дрбал, Григорій Мойш, Михайло Марущак, Кирило Феделеш, Василь Климпуш, о. Юрій Станинець; Четвертий ряд: Василь Щобей, Іван Ігнатко, Юрій Пазуханич, Іван Перевузник, Адальберт Довбак, Петро Попович, Іван Качала, Василь Лацанич

Юрій Пазуханич народився 4 жовтня 1899 року в селі Дубрівка, Унґський комітат у багатодітній родині сільського вчителя. Згодом сім'я переїхала до села Сімерки (нині Ужгородського району). Батько помер, коли Юрій закінчив лише два класи народної школи. Мати змушена була віддати хлопця в сиротинець у далеке угорське місто Кечкемет, де він навчався у 1907—1911 роках. Потім був переведений у місто Дебрецен, де у 1914 році закінчив 4 класи місцевої гімназії.
Повернувшись у рідний край, продовжив навчання в Ужгородській чоловічій греко-католицькій учительській семінарії. У 1917 році Юрія Пазуханича призвали до австро-угорської армії. Після демобілізації закінчив учительську семінарію та отримав диплом учителя початкових класів з призначенням в Унґський комітат. Учителював у селах: Ставне (Великоберезнянщина), Драгово (Хустщина), Білки (Іршавщина), Великі Лучки (Мукачівщина).
У 1930 році вступив до лав соціал-демократичної партії. Того ж року став референтом міністерства шкільництва в Ужгороді, де попрацював чотири роки. 1934 року Юрія Пазуханича призначили шкільним інспектором Волівського округу, а у 1938 році — Хустського округу. 
У 1939 році Юрій Пазуханич став членом «Українського національного об'єднання». 12 лютого 1939 року обраний депутатом Сойму Карпатської України.
Після окупації Карпатської України був арештований, відбув покарання в угорському концтаборі Вар'юлопош біля Нїредьґази. Був амністований та звільнений. Щоб знову стати до викладацької роботи, треба було пройти спеціальну перевірку «виправдувальної комісії», лише після неї його призначили вчителем народної школи у селі Вишково, тепер Хустського району, потім у с. Великі Лучки, тепер Мукачівського району, де працював до 1944 року.
У 1945 році став інспектором шкіл відділу освіти Народної ради Закарпатської України. У грудні 1945 року був призначений першим директором Ужгородського педучилища, потім директором семирічки № 5. Був одним із організаторів школи № 10 з угорською мовою навчання та став її першим директором. Протягом 1948–1959 років був учителем Ужгородської школи глухонімих. У 1959 році Юрій Пазуханич вийшов на пенсію.
Юрій Пазуханич помер в Ужгороді у 1982 році.